# LC 와이키키
LC 와이키키(LC Waikiki) 또는 간단히 LCW는 터키의 의류 브랜드이다.